# Intercity-Express

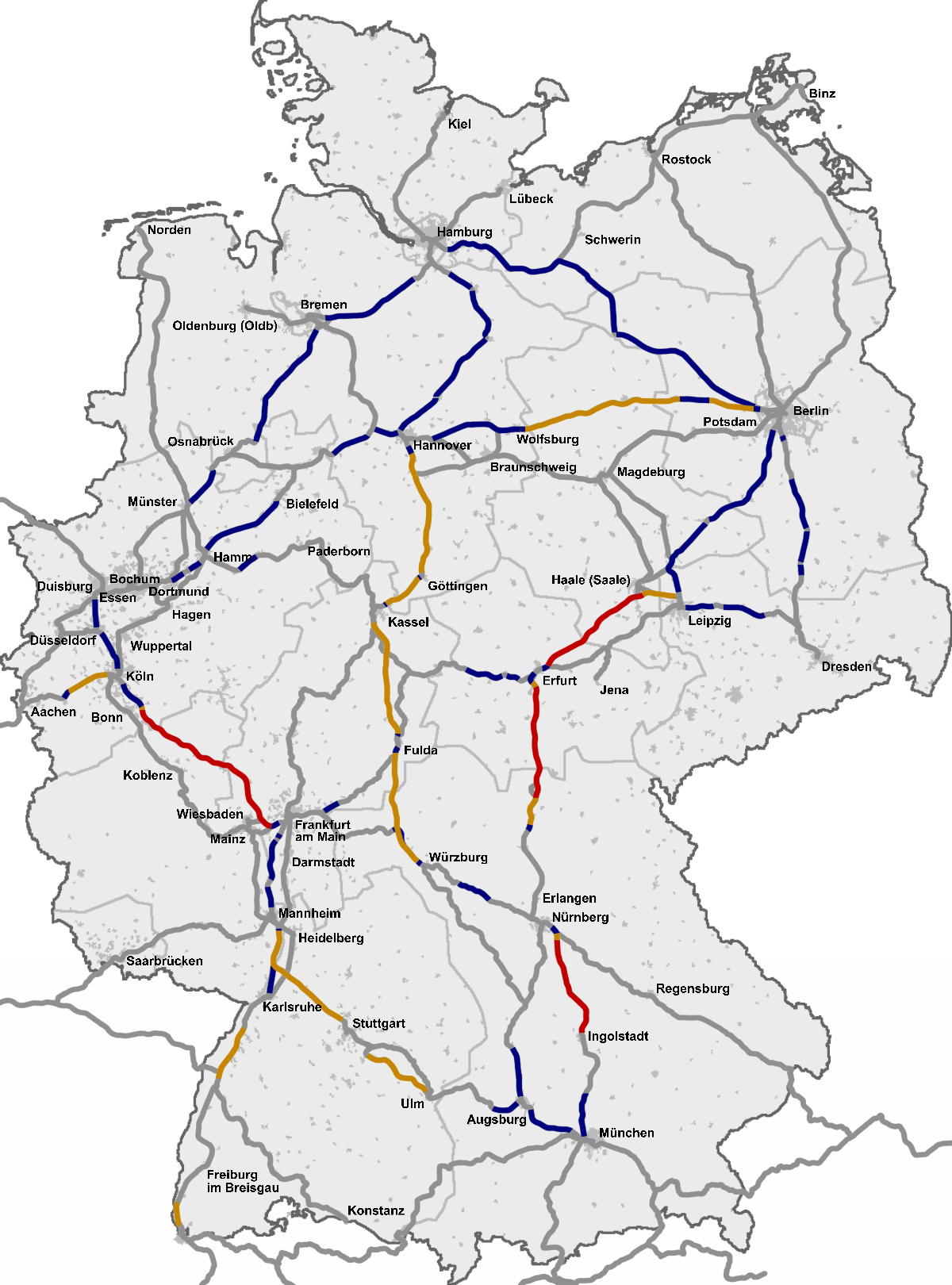
Het Duitse ICE-netwerk
300 km/h
250 km/h
200 km/h
max. 160 km/h

De Intercity-Express, afgekort als ICE, is de snelste trein van spoorwegmaatschappij DB Fernverkehr, als dochterbedrijf van Deutsche Bahn. Het is tevens de hoogste treincategorie. De hogesnelheidstreinen worden gebouwd door Siemens en Talgo.

## Geschiedenis
Sinds 1985 experimenteert de Deutsche Bundesbahn met een eigen hogesnelheidstrein, als tegenhanger van de Japanse Shinkansen en de Franse TGV. De motorwagens van het prototype ICE-V (voorheen Intercity Experimental) werden in maart 1985 aan de DB afgeleverd. De tussenrijtuigen volgden: op 31 juli 1985 werden deze in Donauwörth afgeleverd. Op 26 november 1985 werd de ICE-V aan het publiek voorgesteld. Op dezelfde dag haalde de volledig beladen ICE op het traject van Gütersloh naar Hamm om 11:29 uur een snelheid van 317 km/h. Na verscheidene andere proefritten haalde deze ICE op 1 mei 1988 een snelheid van 406,9 km/h, een toenmalig wereldrecord.
Het eerste prototype is buiten gebruik gesteld. Voor de ontwikkeling van de ICE 3 is wel een tweede prototype gebouwd, de ICE-S (ICE-Schnellfahrten).
Voor de introductie van de ICE verzorgden Intercity's in Duitsland de lange-afstandsverbindingen. Met de ingebruikname van een Neubaustrecke (NBS, een hogesnelheidslijn) werden de IC's op deze verbinding opgewaardeerd tot ICE. Inmiddels is er sprake van een volwaardig ICE-netwerk en vullen de IC's het ICE-netwerk aan. Gelijktijdig met deze ontwikkeling werd een integratie uitgevoerd van de spoorwegen van het toenmalige Oost- en West-Duitsland. Op die hoofdverbindingen (voornamelijk met de vroegere DDR) waar geen NBS is aangelegd wordt de ICE-T ingezet.

## Maximale snelheden

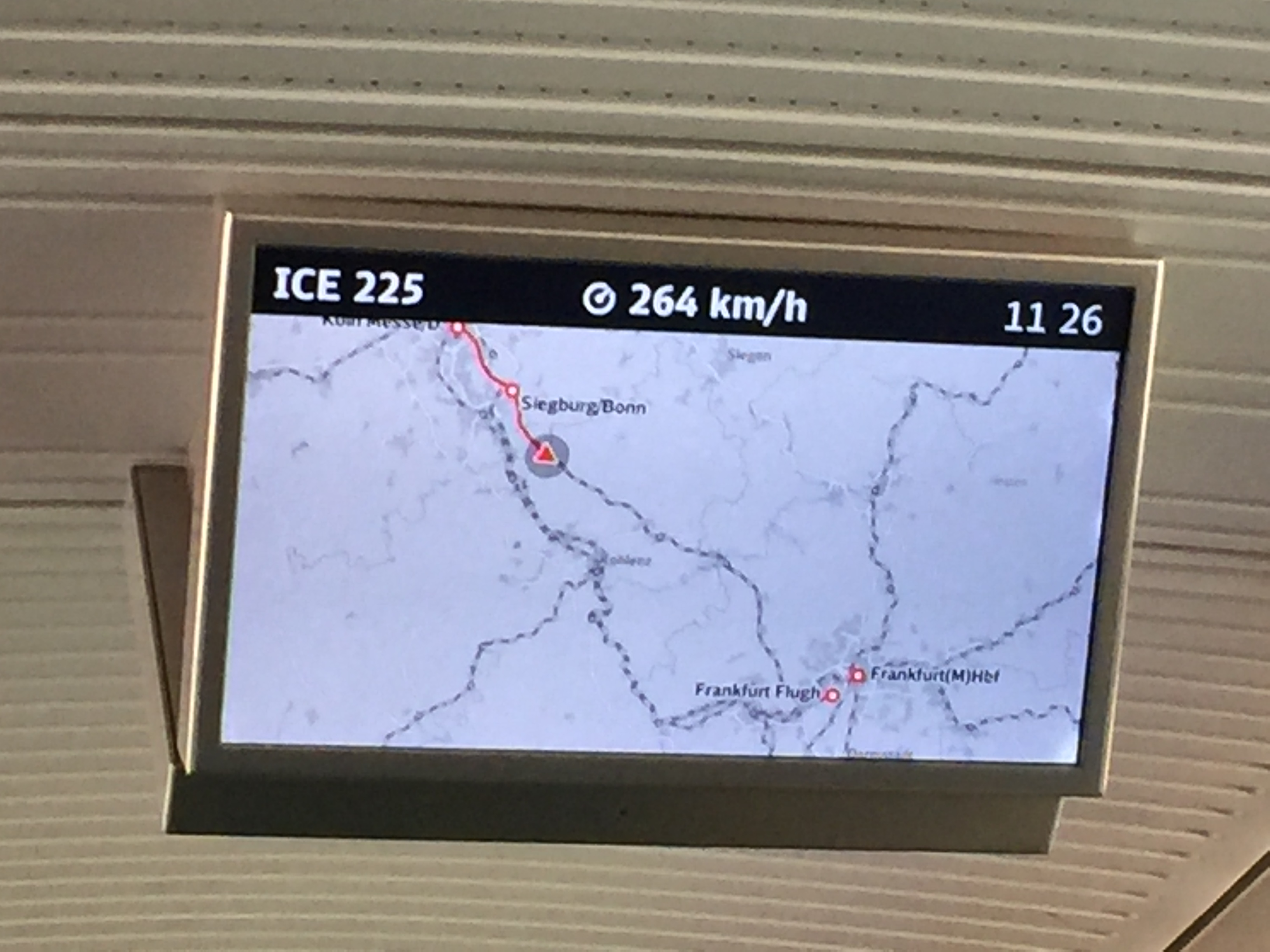
ICE 225 met 264 km/h ergens tussen Keulen en Frankfurt

De ICE rijdt met 140 tot 200 km/h op reguliere lijnen. Op reguliere lijnen die van het treinbeïnvloedingssysteem LZB voorzien zijn, rijdt de ICE tot 230 km/h, bijvoorbeeld op het traject Berlijn – Hamburg. Op de tien hogesnelheidslijnen wordt 250 tot 300 km/h gereden. Op aangepaste bestaande lijnen, Ausbaustrecken (ABS), worden snelheden tot 200 km/h gehaald.

## Soorten

### ICE 1

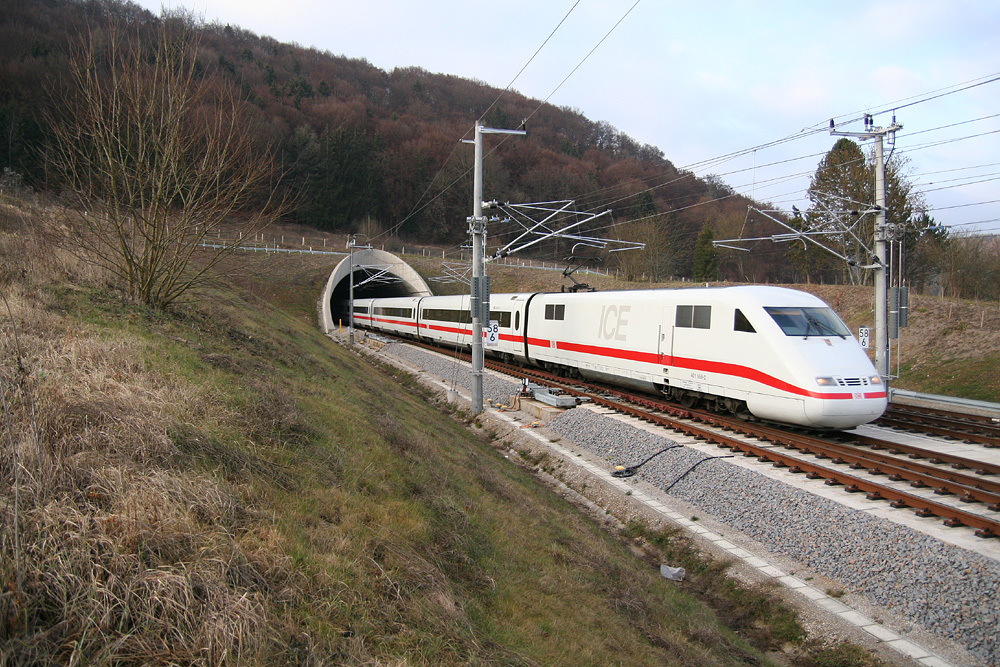
Een ICE 1-treinstel verlaat de Schellenbergtunnel

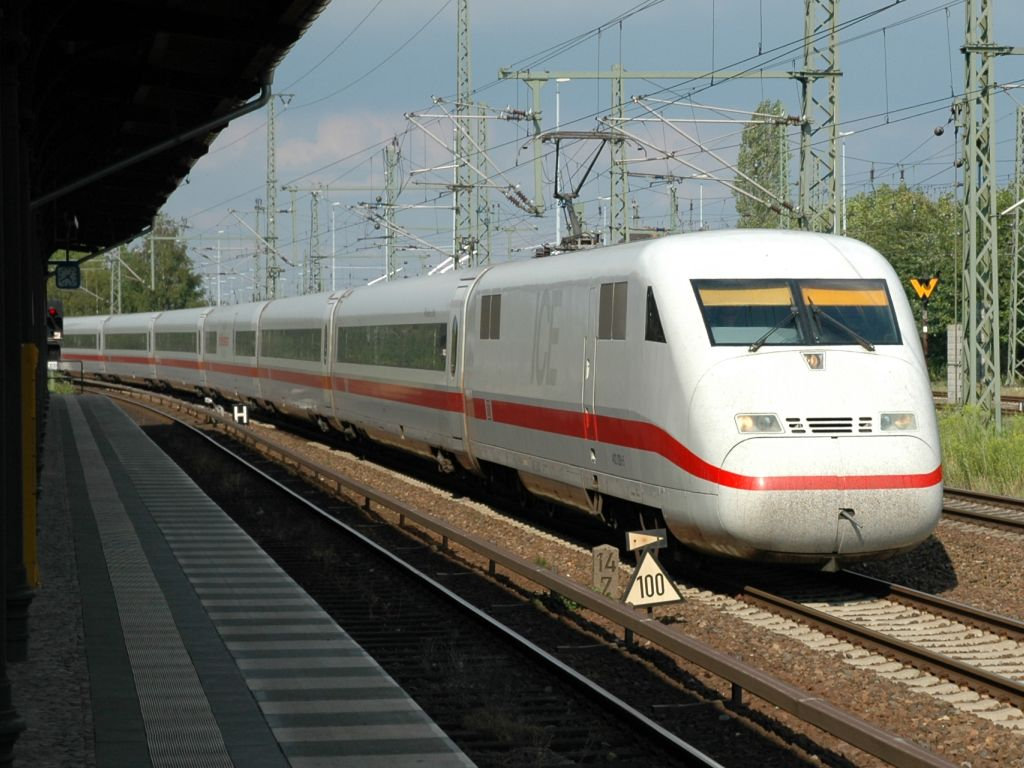
Een ICE 2-treinstel passeert station Berlin-Grunewald

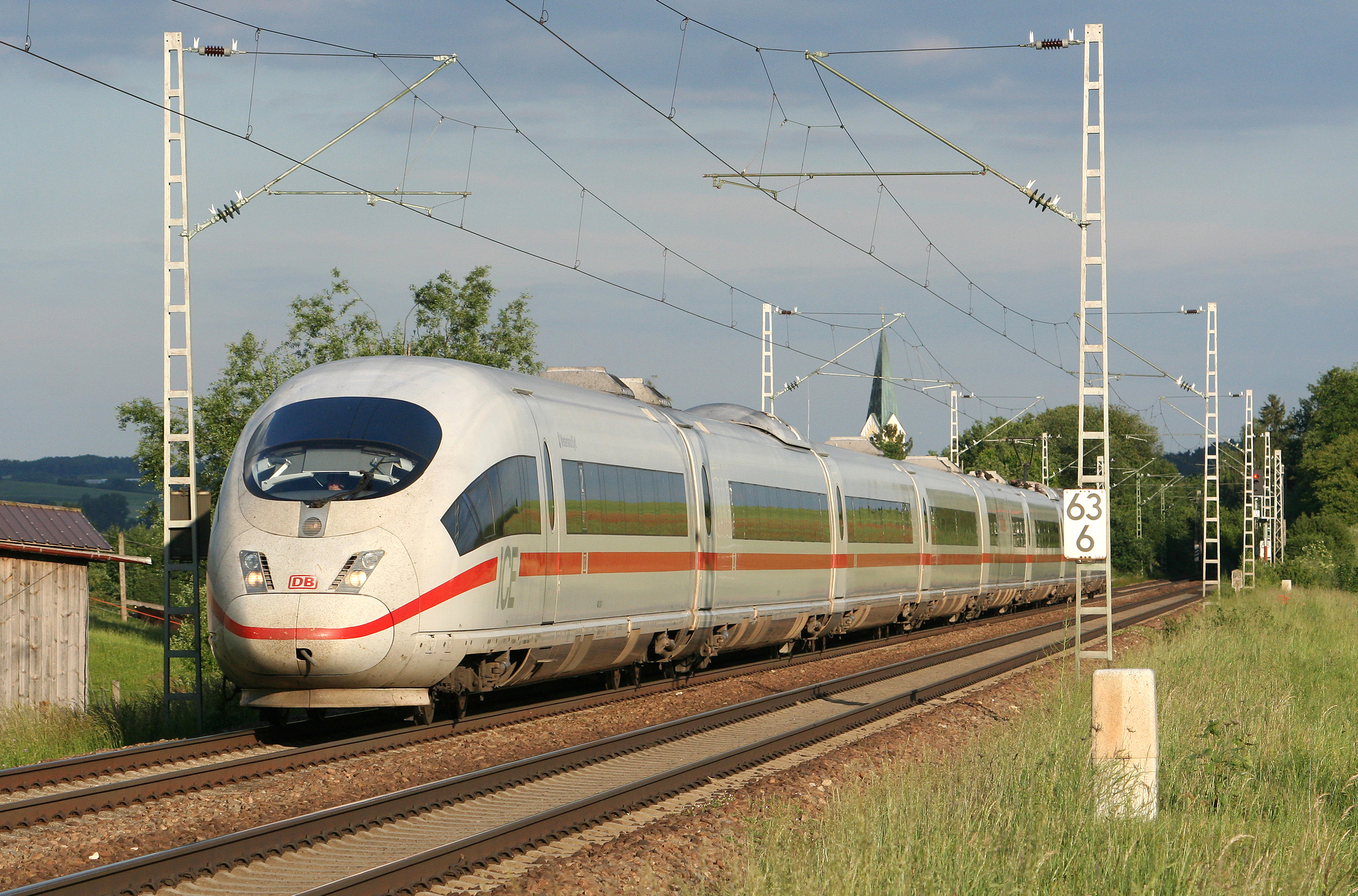
Een ICE 3-trein in de buurt van Fahrenbach

De ICE 1 (BR 401) (BR = Baureihe) is een meerdelig treinstel met twee motorwagens aan de uiteinden (te vergelijken met locomotieven). Daartussen zitten 9 en voorheen 12 (maximaal 14) rijtuigen. DB Fernverkehr bezit 59 (voor het Eschede-ongeluk 60) treinstellen met 14 bakken (inclusief twee motorbakken) die elk 645 reizigers kunnen vervoeren. Zo'n trein heeft een lengte van 370 meter. Beide motorwagens hebben samen een vermogen van 9600 kW, wat het mogelijk maakt om maximaal 280 km/h te rijden. De ICE 1 is aangeschaft vanwege de ingebruikname van de eerste twee hogesnelheidslijnen in Duitsland in 1991, te weten de hogesnelheidslijn Hannover - Würzburg en de hogesnelheidslijn Mannheim – Stuttgart, beide geschikt voor snelheden tot 280 km/h. De ICE 1 kan op alle hogesnelheidslijnen in Duitsland ingezet worden inclusief hogesnelheidslijnen die geschikt zijn voor hogere snelheden. De hogesnelheidslijn tussen Keulen en Frankfurt is ongeschikt: de hellingspercentages van deze spoorlijn zijn te hoog voor zowel de ICE 1 als de ICE 2, ICE T en ICE L.
De treinstellen worden ingezet voor ICE-verbindingen naar Oostenrijk en voorheen naar Zwitserland. Voor de inzet in Zwitserland waren enkele motorwagens aangepast, te herkennen aan de tweede stroomafnemer op het dak. 
Deutsche Bahn heeft alle ICE 1-treinen gemoderniseerd naar hetzelfde interieur als de ICE 3 en de ICE T(D). DB Fernverkehr heeft tussentijds draadloos internet in de treinen aangelegd. Het internet kan op een beperkt aantal trajecten worden gebruikt.
De ICE 1-treinstellen, die een levensduurverlenging tot 2030 hebben ondergaan, zijn omgebouwd van een twaalfwagentrein naar een negenwagentrein.

### ICE 2
Om het ICE-net te kunnen uitbreiden, zijn in 1997 de ICE 2-treinstellen BR 402 in dienst genomen. Een van de belangrijkste redenen voor de ontwikkeling van de ICE 2 was daarbij de ingebruikname van de hogesnelheidslijn Berlijn - Oebisfelde (- Wolfsburg - Hannover) in 1998. De ICE 2 had de halve lengte van een toenmalige ICE 1 en heeft daarom maar één motorwagen. Aan de andere kant van de trein rijdt een stuurstandrijtuig. Daardoor zijn deze treinen geschikt voor vleugeltreinexploitatie (splitsen en combineren van treinen), zie de paragraaf "Inzet". Omdat er geen ETCS is ingebouwd in de ICE 2 zijn anno 2024 de eerste treinstellen buiten dienst genomen, rond 2026-2027 zal de gehele serie uit dienst zijn genomen. De rol die ze vervulden is en zal worden overgenomen door de zevendelige variant van de ICE 4, zie de betreffende paragraaf onder.

### ICE 3, ICE 3M en Velaro

#### ICE 3
Sinds 2000 wordt de ICE 3 (BR 403), in de reguliere dienst ingezet. De reden was de ingebruikname van de hogesnelheidslijn Keulen - Frankfurt in 2002 die in tegenstelling tot oudere hogesnelheidslijnen in Duitsland geschikt is voor een hogere snelheid van 300 km/h, in plaats van 280 km/h. De ICE 3 is daarom, ook rekening houdend met technische speling, gebouwd voor een snelheid van maximaal 330 km/h en voor grotere stijgingen (4% in plaats van 2%) dan zijn voorgangers. De spoorlijn heeft namelijk relatief steile hellingspercentages. 
De ICE 3-stellen hebben, in tegenstelling tot hun voorgangers, geen motorwagens maar de elektrische installatie en motoren (8000 kW) zijn geheel onder de vloer ondergebracht. De eerste, derde, zesde en achtste bak worden met vier motoren van ieder 500 kW aangedreven. Naast het voordeel dat er zo meer assen kunnen worden aangedreven levert dit een winst aan zitplaatsen op omdat nu ook in de beide kopwagens reizigers kunnen plaatsnemen. DB Fernverkehr bezit 37 treinstellen van het type ICE 3.

#### ICE 3M / ICE 3MF
Om ook op de spoorwegen buiten Duitsland te kunnen rijden, is de ICE 3M (BR 406) ontwikkeld, die geschikt is voor de vier meest voorkomende bovenleidingspanningen en treinbeïnvloedingssystemen in Europa. De DB Fernverkehr zette tot 2024 13 treinstellen in en de NS International 3,  voor de verbindingen van Nederland en België naar Duitsland en eenmaal per dag naar Basel in Zwitserland, zie de paragraaf 'Inzet'. Deze deelserie is in 2025 buiten dienst gegaan. 
Tussen (de zomer van) 2007 en 2015 reed de ICE 3MF (BR 406F) tussen Parijs en Frankfurt am Main. Hiervoor zijn oorspronkelijk 5 treinstellen ICE 3M (in eigendom van DB Fernverkehr) aangepast om in Frankrijk te kunnen rijden. Deze treinstellen vormden een aparte subgroep binnen het volledige park van ICE 3M. Ook deze treinstellen zijn in 2025 (dus) buiten dienst gegaan.

#### Velaro

##### Baureihe 407
Om het aantal ICE 3's te kunnen uitbreiden (zowel voor binnenlands gebruik als voor gebruik richting Frankrijk) is de toen nieuwe Velaro D Baureihe 407 besteld die een doorontwikkeling is van de ICE 3M-treinstellen. De trein heeft een nieuwe kop die aan de nieuwste regelgeving voldeed op het gebied van botsbestendigheid.

##### ICE 3neo/Baureihe 408
In augustus 2019 schreef DB een aanbesteding uit voor maximaal 90 treinstellen met een maximumsnelheid tot 320 km/h. Dit was de start van de ontwikkeling van de ICE 3neo, ook aangeduid als Velaro MS (door de leverancier) en als DB-Baureihe 408. Deze lijken sterk op de Velaro D/Baureihe 407, maar kunnen er niet gekoppeld mee rijden. De ICE 3neo is voorzien van meer deuren ten opzichte van oudere typen ICE 3 om het sneller in- en uitstappen te bevorderen tijdens de stops. Vanaf het zeventiende stel worden de ICE 3neo's met een nieuw ontworpen interieur afgeleverd. 
Deze relatief grote serie treinstellen ICE 3neo/Baureihe 408 wordt sinds december 2022 in dienst genomen vanwege een landelijke verhoging van de treinfrequenties zoals voorzien in het toekomstplan Deutschlandtakt. Met deze bestelling komen er meer treinstellen beschikbaar die geschikt zijn voor een snelheid van 300 km/h. Door de ingebruikname van de hogesnelheidslijn Erfurt–Leipzig/Halle in 2015 en de hogesnelheidslijn (Nürnberg–)Ebensfeld-Erfurt in 2017, die beiden geschikt zijn voor snelheden tot 300 km/h, is de behoefte aan treinen die op deze snelheid kunnen rijden toegenomen. Verder zijn deze meerstroomsysteemstellen vanaf 2024 gebruikt om de storingsgevoelige en inmiddels bijna 25 jaar oude ICE 3M/Baureihe 406-treinstellen in het internationale treinverkeer naar Nederland en België te vervangen.

### ICE T
Tegelijkertijd met de ICE 3 werd de BR 411 ontwikkeld, de kantelbak ICE T (T van "tilt"), die uiterlijk veel op de ICE 3 lijkt. De ICE T is vooral bedoeld voor bestaande spoorlijnen met kleine boogstralen. Door de kantelbaktechniek kunnen deze treinen sneller door de bogen rijden. De ICE T rijdt op elektriciteit en heeft een kantelbaktechniek van de Pendolino (ontwikkeld door FIAT Ferroviaria). Er zijn twee uitvoeringen van de ICE T, een 5-delige en een 7-delige variant. 

### ICE TD
Tegelijkertijd met de ICE 3 en de ICE T werd ook de ICE TD ontwikkeld, BR 605 (T van "tilt", D van diesel), een dieselvariant van de ICE T die daarmee dus uiterlijk ook veel op de ICE 3 lijkt. De ICE TD was vooral bedoeld voor bestaande, niet-geëlektrificeerde spoorlijnen met kleine boogstralen. Voor deze vierdelige dieselvariant heeft Siemens een eigen kantelbaksysteem ontwikkeld. Wegens technische tekortkomingen van dit systeem zijn de ICE-TD-stellen in december 2003 tijdelijk buiten dienst gesteld. Sinds 2006 werden de stellen weer ingezet. In oktober 2017 werden de ICE-TD-stellen echter definitief terzijde gesteld. Een stel is omgebouwd tot meettrein. 

### ICE 4

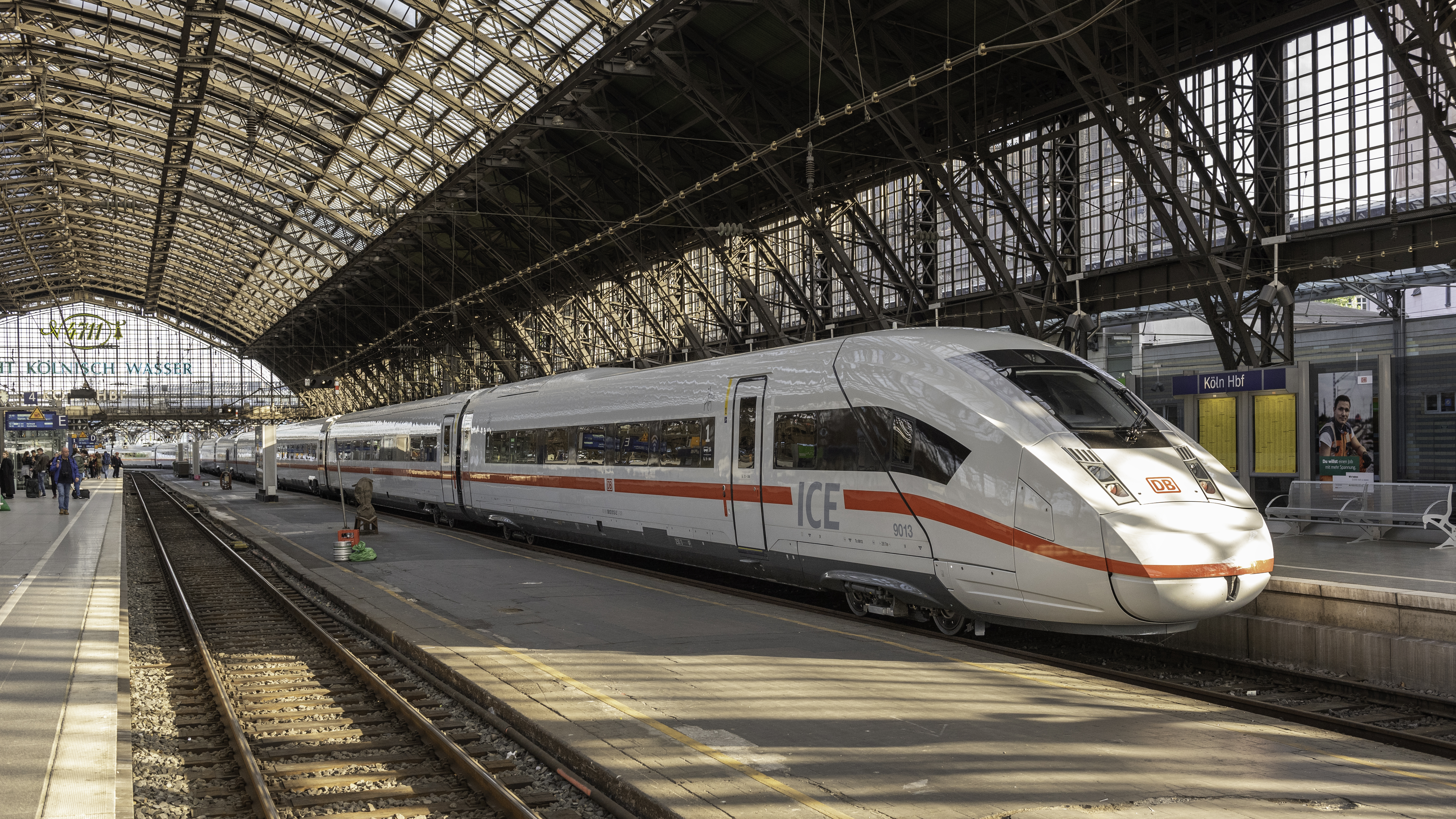
Treinstel 9013 te Köln Hauptbahnhof

ICE4, tot 2015 aangeduid als ICx, zijn zeven-, twaalf- en dertiendelige treinstellen van de series BR 412 en BR 812 voor DB Fernverkehr. De ICE 4 is, net zoals de ICE 3, toegelaten tot de hogesnelheidslijn Keulen - Frankfurt. Na een aanpassing zijn de twaalf- en dertiendelige treinstellen geschikt voor een maximumsnelheid van 265 km/h. De zevendelige treinstellen worden vanaf december 2020 ingezet waarbij de maximumsnelheid 250 km/h bedraagt.

### ICE L
Gepland vanaf eind 2024 komen Talgo-lagevloerrijtuigen (maximumsnelheid 230 km/h) onder de naam ICE L in dienst, startend met de internationale verbinding Amsterdam - Berlijn. Een jaar later moeten ook de bijhorende Talgo-locomotieven in dienst komen. Later moeten deze treinen op langeafstandsverbindingen door heel Duitsland in dienst komen, en bovendien naar Kopenhagen en Wenen. De treinstammen kunnen ook op niet-geëlektrificeerde lijnen ingezet worden.

### ICE 5
Er zijn plannen voor een ICE 5, maar de Deutsche Bahn heeft de aanbesteding voor de vijfde generatie stopgezet. Dit project was bedoeld om vanaf 2030 op het Duitse hogesnelheidsnetwerk te rijden. Dit is tot stilstand gekomen doordat er geen aanbiedingen kwamen die voldeden aan de vereiste specificaties.

## Inzet
Anno 2024 is het de opzet dat de ICE 3(neo) en ICE 4 het merendeel van de diensten op de ICE-lijnen zullen gaan verzorgen. De ICE 4 zal, met zijn grote zitplaatscapaciteit, ingezet worden op de drukkere verbindingen. De ICE 3(neo) zal vooral worden ingezet op routes met  hogesnelheidslijnen waar 300 km/h kan worden gereden, de meeste hogesnelheidslijnen in Duitsland zijn geschikt voor snelheden van 250 tot 280 km/h. Beide soorten worden al door het gehele land ingezet.
Tot de officiële ingebruikneming van de ICE 4 in 2017, en de ingebruikname van de hogesnelheidslijn Erfurt - Erlangen (- Nürnberg) in hetzelfde jaar, werden ICE-soorten meer per hogesnelheidslijn ingezet. Ook omdat de ICE-soorten tot in de jaren 2000 vaak zijn ontwikkeld naar aanleiding van een hogesnelheidslijn die werd gebouwd.

### ICE 1
De eerste ICE 1-treinstellen werden vanaf 1991 ingezet op de nieuwe ICE-lijn 6 Hamburg-Hannover-Fulda-Frankfurt-Mannheim-Stuttgart-München. Hierbij werd op de in dat jaar geopende twee hogesnelheidslijnen gereden. In 1992 werd de rechtstreekse IC-lijn Hamburg-München omgezet in een ICE-lijn waarbij ICE-treinen op deze route volledig gebruik maken van de hogesnelheidslijn Hannover - Würzburg.
In 1993 kon met een vervolgserie van 19 ICE 1-treinstellen de IC-lijn Hamburg-Karlsruhe worden omgezet in een ICE-lijn waarbij sommige ICE's doorreden naar Zwitserland.
Een andere reden voor deze nabestelling was de opwaardering van het traject (Karlsruhe-)Rastatt - Offenburg tot hogesnelheidslijn. Vanaf 1993 werden de eerste nieuw gebouwde baanvakken in bedrijf gesteld, de eerste jaren nog met een maximumsnelheid van 160 km/h. Tussen 2001 en 2004 zijn de baanvakken aldaar vrijgegeven voor een snelheid van 250 km/h.
Vanaf 1993 reden de treinen op deze drie ICE-lijnen treinen niet alleen maar naar Hamburg (of Bremen) want vanaf dat jaar reed, in plaats daarvan, een ICE vanaf Göttingen om de twee uur naar Berlijn. Tot 1998 verliep de reis per ICE tussen Gottingen en Berlijn volledig over bestaande, niet-hsl-sporen, maar vanaf 1998 maakte de ICE 1 tussen Oebisfelde en Berlijn elk uur per richting gebruik van een nieuwe hogesnelheidslijn. Op de spoorlijn tussen Gottingen en Fulda (via Kassel-Wilhelmshöhe) waren tot 2017 vrijwel alle ICE 1-treinen te zien omdat de drie ICE-lijnen waar ze werden ingezet daar gezamenlijk liepen. 
Door de ingebruikname van de ICE 4 vanaf 2017 is de inzet van de ICE 1 op deze eerste, begin jaren negentig gestarte, ICE-verbindingen sterk verminderd. De inzet is verschoven naar nieuw ingevoerde ICE-lijnen die bedoeld zijn om de bestaande ICE-lijnen te versterken zoals tussen Berlijn en Keulen, en tussen Berlijn en Frankfurt. De ICE 1 wordt ook ingezet op voormalige secundaire IC-verbindingen (voormalige D-trein- en IR-verbindingen) die daarmee in de meeste gevallen opgewaardeerd werden tot volledige ICE-lijn. In sommige gevallen wordt een lijn opgewaardeerd of samengesteld tot een gecombineerde IC/ICE-lijn, waarbij de opwaardering (nog) niet volledig is. De ICE 1-treinstellen werden daarbij omgebouwd van een twaalfwagentrein naar een negenwagentrein waardoor ze minder geschikt zijn geworden voor de drukkere ICE-lijnen.

### ICE 2
In 1996 werd de ICE 2 in gebruik genomen, de eerste twee jaren nog in een tijdelijke samenstelling zonder stuurstandrijtuig. Vanaf 1998, met de ingebruikname van de hogesnelheidslijn Berlijn-Oebisfelde(-Wolfsburg-Hannover), werd de ICE 2 ingezet in de definitieve samenstelling met stuurstandrijtuig en daarmee met de mogelijkheid om als vleugeltrein te worden ingezet:
De trein uit Berlijn (via Hannover) wordt in Hamm gesplitst in een deel naar Keulen via Wuppertal en het andere deel naar Keulen luchthaven via Dortmund en Düsseldorf. De ICE 2 werd daarnaast als versterking op de lijn Hamburg(/Bremen)-Munchen ingezet. In dat geval kon de trein uit München in Hannover gesplitst worden in een deel naar Hamburg en een deel naar Bremen. In Hannover zijn daarom de meeste ICE 2-treinen daar te zien, omdat deze twee lijnen van inzet beiden via dat station lopen. Door de instroom van de zevendelige ICE 4 sinds 2020 is de inzet van de ICE 2 op de verbinding met Berlijn sterk verminderd. Vanwege de geleidelijke buitendienststelling van de ICE 2, zal de inzet tot 2027 verder afnemen.

### ICE T
Vanaf 1999 werd de ICE T ingezet op de verbinding Stuttgart-Singen(-Zürich), de verbinding werd hiermee opgewaardeerd tot ICE-lijn. De inzet  pastte bij het oorspronkelijke concept van de ICE T als kantelbak-IC of -IR. Vanaf 2000 werd de ICE T ook ingezet op de ICE-verbindingen  Berlijn-Munchen en Frankfurt-Dresden. Dit pastte bij het nieuwe concept voor deze trein: ICE-verbindingen verzorgen richting de nieuwe Duitse deelstaten (de voormalige DDR / het voormalige Oost-Duitsland) waar (nog) geen hogesnelheidslijn was aangelegd.
Met deze kantelbak-ICE's kon daar al voorzien worden in (iets) snellere treinen met ICE-comfort. Leipzig werd hiermee (tot 2017) een knooppunt van lijnen met ICE T-inzet. Verder rijdt dit treintype ook op de route Dortmund - Keulen - Frankfurt - Wenen. De ICE T is daarom (ook) op Frankfurt Hbf met een bovengemiddelde frequentie te zien. 
Van de zevendelige variant is tussen 2004 en 2006 een relatief grote vervolgserie in dienst genomen. Dat hing samen met de verbeteringen op de, in 2001 verlengde, ICE-lijn Hamburg-Berlijn-München waaronder een verdubbeling van de frequentie. Een andere verbetering was de opwaardering in 2004 van de spoorlijn tussen Berlijn en Hamburg waarbij dat traject geschikt werd voor snelheden tot 230 km/h. En de ICE T is met een maximumsnelheid van 230 km/h passend voor dat traject. Verdere verbeteringen op de verbinding Hamburg-Berlijn-München waren de opwaardering van de spoorlijn tussen Berlijn en Leipzig en de ingebruikname van het station Berlin Hauptbahnhof met de Tiergartentunnel in 2006, waarbij de laatste twee projecten onderdeel zijn van het Pilzkonzept.
Sinds de ingebruikname van de hogesnelheidslijn (Nürnberg -) Ebensfeld - Erfurt in 2017, die aansluit op de in 2015 in gebruik genomen hogesnelheidslijn Erfurt - Halle/Leipzig, worden tussen Berlijn en München snellere ICE-soorten ingezet. De ICE T-treinstellen die op deze verbinding werden ingezet zijn verhuisd naar diverse andere IC/ICE-lijnen. Ze zijn ook gebruikt om de ICE-dienst Wenen-Frankfurt-Dortmund in stappen geheel te verdichten tot een twee-uursdienst, voorheen reden veel treinparen het traject alleen gedeeltelijk. Anno 2025 wordt ook met (twee) gekoppelde treinstellen gereden, en niet alleen met een enkel stel.

#### ICE TD
De dieselvariant van de ICE T werd tussen 2001 en 2003 ingezet op de gedeeltelijk niet-geëlektrificeerde verbindingen Nürnberg - Dresden en München - Zürich. Wegens technische tekortkomingen van het kantelbaksysteem van de ICE TD zijn deze stellen in december 2003 buiten dienst gesteld. Vanwege het WK voetbal in 2006 zijn de stellen opnieuw getest en weer in dienst gesteld om de extra grote passagiersstroom op te vangen. Dat beviel in eerste instantie; sinds december 2007 werden de stellen weer ingezet in de reguliere dienst, nu op de verbinding (Berlijn-) Hamburg - Kopenhagen (over de Vogelfluglinie), waarbij de trein in Puttgarden op de ferry reed en die weer verliet in Rødby. In oktober 2017 werden de ICE-TD-stellen weer terzijde gesteld; sindsdien worden de treinen van Hamburg naar Denemarken weer door de IC3-stellen van de DSB gereden.

### ICE 3

#### ICE 3, ICE 3M
In 2000, een jaar voor de introductie van de ICE TD, werd de ICE 3 voor het eerst ingezet op tijdelijke treindiensten voor een toenmalige Expo in Hannover en permanent op de treindienst Amsterdam-Keulen. Het materieel naar Amsterdam betrof de ICE 3M, de meerstroomvariant, gezien de inzet in Nederland. Vanaf 2002 werden alle ICE 3-treinstellen ingezet op de routes over de nieuwe hogesnelheidslijn Keulen-Frankfurt. De dienst uit Amsterdam werd daarbij van Keulen verlengd naar Frankfurt. Een trein uit Amsterdam reed een keer per dag via Mannheim en Freiburg door naar Basel SBB. In 2007 was er ook een verbinding Amsterdam-München. Verder startte vanaf 2002 ook een ICE-verbinding Brussel – Luik – Keulen – Frankfurt. Vanaf december 2003 reed de ICE 3M op deze verbinding tussen Keulen en Düren, op de daar tot hsl omgebouwde spoorlijn, 250 km/h. Eind 2004 was de ICE 3M tussen Luik en Leuven gaan rijden over de HSL 2 uit 2002, vanaf 2009 reed de ICE 3M tussen Aken en Luik over de HSL 3. (De ICE 3M is in 2024 op de ICE-lijnen naar Brussel en Amsterdam vervangen door de ICE 3neo, en in april 2025 buiten dienst gegaan, zie ook de betreffende paragraaf onder). 
Met de ingebruikname van de hogesnelheidslijn Keulen-Frankfurt en met de inzet van de ICE 3 vanaf  2002 waren de meeste oorspronkelijke IC-lijnen uit de periode 1971-1990 omgezet in een ICE-lijn. In de jaren tot en met de opening van de hsl Nürnberg-Ingolstadt in 2006 werd de ICE-verbinding Ruhrgebied-Keulen-Frankfurt nog in stappen via Wurzburg verlengd naar München. De frequentie werd daarbij, net zoals bij de IC's daar voor 2000, verdicht tot een volledige uursdienst. Een stuk IC-lijn tussen Hamburg en het Ruhrgebied is niet met de komst van de ICE 3 omgezet: want omdat alleen de ICE 3 was toegelaten tot de hogesnelheidslijn Keulen-Frankfurt werd de inzet van de ICE 3 vanaf 2002 zoveel mogelijk geconcentreerd op ICE-lijnen die gebruik maakten van deze route en van de andere hogesnelheidslijnen in Zuid Duitsland. Ze werden daarom, op de internationale ICE-diensten na, niet noordelijker ingezet dan het Ruhrgebied want richting Hamburg is er geen hogesnelheidslijn aangelegd en zijn ICE-treinen technisch niet noodzakelijk. En richting Berlijn werden de diensten vanuit het Ruhrgebied en Keulen reeds verzorgd door de ICE 2. Aan het zuidelijke beginpunt van de hogesnelheidslijn Keulen-Frankfurt werd station Frankfurt Flughafen een knooppunt van ICE's met zowel ICE 3-treinen vanuit het hoofdstation van Keulen als rechtstreekse ICE 3-treinen uit Düsseldorf die via het station Köln Messe/Deutz rijden. Vanuit station Frankfurt Flughaven rijden ICE 3-treinen vervolgens door naar Frankfurt Hbf en verder, of naar station Mannheim en verder. Sinds 2017 rijdt de ICE 3 ook ICE Sprinter-diensten op de verbinding Berlijn-München.

#### ICE3 MF
Vanaf de ingebruikname van de LGV Est in Frankrijk in 2007 werden tot 2015 ook ICE 3M's tussen Parijs en Frankfurt am Main ingezet, het betrof de 5 voor deze dienst aangepaste treinstellen (ICE 3MF/BR 406F). De treinen bereikten in deze dienst een snelheid van 320 kilometer per uur. Deze Duitse hogesnelheidstreinen reden daardoor in Frankrijk dus sneller dan in Duitsland zelf.

#### Velaro D/Baureihe 407
Door onder andere uitval van materieel waren er onvoldoende ICE 3-treinstellen beschikbaar voor onder meer de diensten naar Frankrijk (de SNCF zette tijdelijk TGV-stellen in op diensten waar een ICE was ingepland). Dit was een van de redenen voor de Deutsche Bahn om meer ICE 3's te bestellen. Het ging daarbij inmiddels om zogenoemde Velaro's, type Velaro D: een doorontwikkeling van de ICE 3M-treinstellen. De eerste stellen zijn december 2013 in gebruik genomen voor diensten binnen Duitsland, voornamelijk op de hogesnelheidslijn Keulen-Frankfurt en verder. Vanaf 2015 namen de Velaro's de diensten tussen Frankfurt en Parijs over en werd de oudere ICE 3MF niet meer voor diensten naar Frankrijk ingezet. De Duitse Velaro D behaalt zijn maximumsnelheid van 320 km/h alleen in Frankrijk.

#### ICE 3neo/Baureihe 408
De ICE 3neo, ook aangeduid als Velaro MS (door de leverancier) en als DB-Baureihe 408 rijdt sinds december 2022 op de hogesnelheidslijn Keulen-Frankfurt en vandaar verder naar Stuttgart en München, via de nieuwe hogesnelheidslijn Wendlingen - Ulm, die gelijktijdig is geopend. Ze vervangen sinds de zomer van 2024 de ICE 3M/Baureihe 406 in het internationale treinverkeer naar Nederland en België. In afwachtng van de goedkeuring van de ICE L zal de ICE 3neo vanaf 2025 ook tijdelijk ingezet worden op de IC-dienst Amsterdam-Berlijn. Inzet is op termijn ook gepland tussen Berlijn en München. De ICE 3neo wordt hiermee, net zoals de oudere ICE 3, vooral op routes ingezet met hogesnelheidslijnen waar 300 km/h kan worden gereden. Maar inzet staat op termijn ook gepland op de verbinding Berlijn - Ruhrgebied, vermoedelijk om samen met de zevendelige variant van de ICE 4 (zie onderstaande paragraaf) de ICE 2  aldaar te vervangen die in 2027 buiten dienst zal gaan: de ICE 3neo is namelijk ook geschikt voor 'vleugeltreinexploitatie'.

### ICE 4
De twaalfdelige ICE 4-stellen werden vanaf de officiële indienststelling in december 2017 (na een eerder proefbedrijf op de verbinding Hamburg - München/Stuttgart) ingezet op de lijnen waar de ICE 1 toentertijd veel reed. Dus op de meeste treinverbindingen waarbij (grotendeels) gebruik gemaakt wordt van de hogesnelheidslijn Hannover - Würzburg. De ICE 4 had daarbij vanaf de proefperiode in 2016 een aanvullende rol, en in de jaren erna een vervangende rol. De ICE 1 kon daardoor op andere, op te waarderen, IC-verbindingen de (nog) oudere IC-rijtuigen vervangen. De ICE 4 wordt ook ingezet op de ICE-verbinding Berlijn - München en op de verbinding Hamburg - Ruhrgebied - Stuttgart - München, dit betreft een (deels) voormalige IC-verbinding die opgewaardeerd is tot een ICE-verbinding. De ICE 4 maakt hierbij gebruik van de hogesnelheidslijn Keulen - Frankfurt, die eerst was voorbehouden aan de ICE 3. Vanaf 2021 kwamen ook de dertiendelige stellen (ICE4 XXL) in dienst die op vergelijkbare wijze worden ingezet maar in het bijzonder op de drukke verbinding Hamburg/Berlijn-Kassel-Frankfurt-Bazel (CH), en op de reeds genoemde verbinding Hamburg-Ruhrgebied-Stuttgart-München. De zevendelige ICE 4-stellen (ook ICE4 Kurz genoemd, voornamelijk in kringen van hobbyisten) worden vanaf december 2020 ingezet, vooral op de verbinding Berlijn - Ruhrgebied (- Keulen). De ICE 4 wordt hiermee vrijwel op het hele Duitse hogesnelheidsnetwerk ingezet. Door de inzet van de ICE 4 verschoven zoals eerder aangegeven de oudere ICE-soorten naar andere ICE-diensten. De ICE 1, ICE 3 en ICE T verschenen na 2017 op spoorlijnen of in landsdelen waar ze voorheen niet te zien waren.

## Uitrusting

### Fietsvervoer
Enkel de ICE 4 en de ICE 3neo hebben plaats voor fietsen, telkens acht in het koprijtuig van tweede klasse. Voor het meenemen van een fiets is een langeafstandsfietsticket nodig, dat ook de fietsplaatsreservering bevat.
Op de ICE International naar Nederland en België werd fietsvervoer mogelijk vanaf reisdatum 8 augustus 2024.

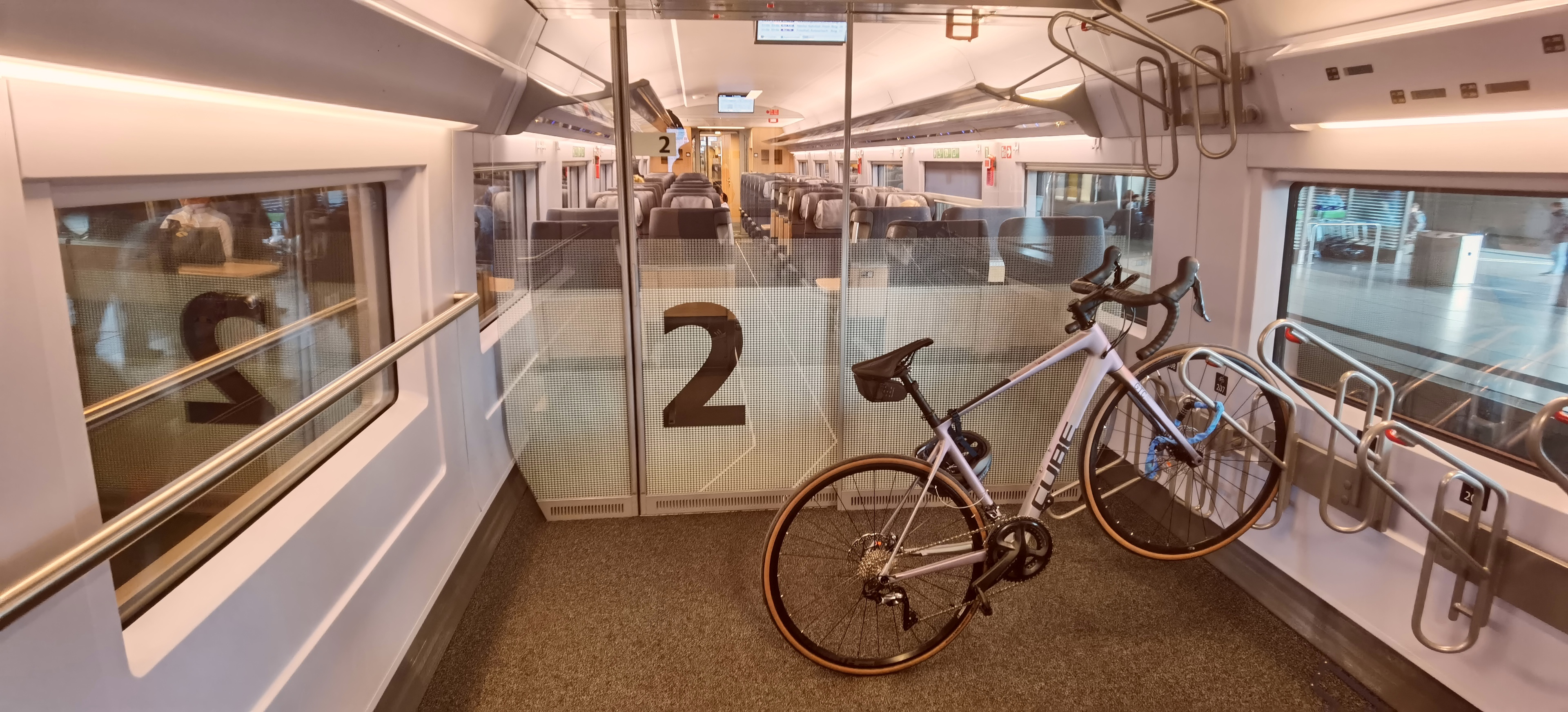
Fiets in ICE 3neo
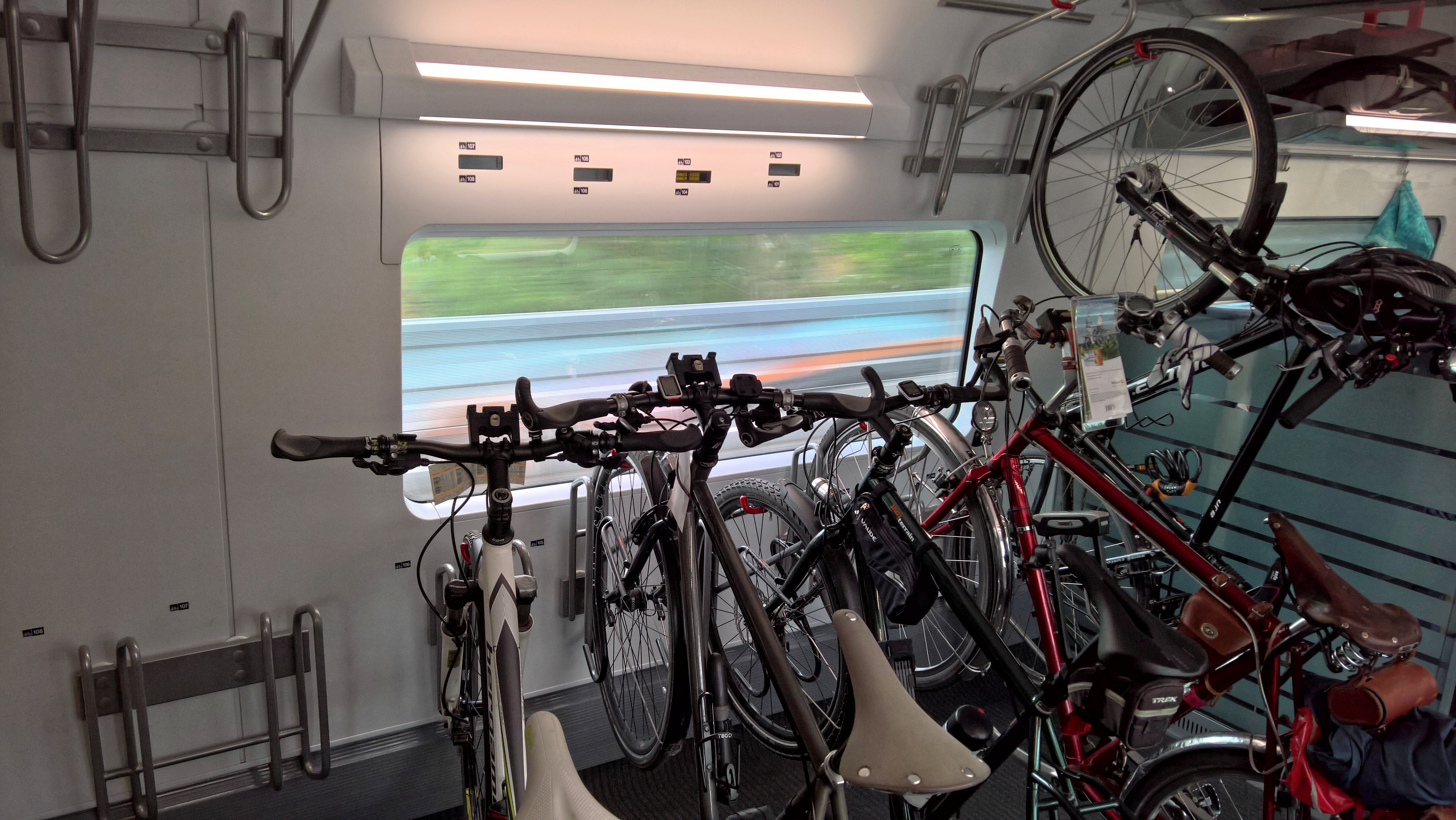
Fietsen in ICE 4

## Ongevallen

### Ramp bij Eschede
Op 3 juni 1998 ontspoorde in het Duitse plaatsje Eschede (nabij Hannover) op de lijn van München naar Hamburg het ICE-1-treinstel nummer 151. Het tweede deel van de trein kwam tegen een viaduct terecht, dat daarop instortte. Bij dit ongeluk kwamen 98 mensen om het leven. De oorzaak bleek een gebroken wielband. Sindsdien hebben alle ICE's volwielen. Het ICE-ongeluk in Eschede is het zwaarste en enige dodelijke ongeval met een ICE tot nu toe.

### Thun
Op 28 april 2006 botste ICE-1-treinstel 73 in het Zwitserse Thun frontaal met twee BLS Re 465-locomotieven. De machinist van de Zwitserse locomotieven was niet bekend met de nieuwe situatie op station Thun dat na een verbouwing anders was ingericht. Hierdoor zag hij een stoptonend sein bij een wissel over het hoofd. De automatische treinbeïnvloeding bracht de trein tot stilstand, maar omdat de trein inmiddels de wissel gepasseerd was, stond hij op het spoor van de tegemoetkomende ICE. Een noodrem van de ICE bracht de snelheid terug tot 56 kilometer per uur op het moment van de botsing. De machinist van de Zwitserse trein kon de locomotief op tijd verlaten. In de ICE vielen 30 lichtgewonden, onder wie de machinist. Motorwagen 401.573 kon later herbouwd worden met gebruikmaking van onderdelen van andere beschadigde motorwagens (401.020 en 401.551).

### Fulda
Op 26 april 2008 kwam ICE-1-treinstel 11, met motorwagen 401.511 voorop, in botsing met een kudde schapen, vlak voor de ingang van de Landrückentunnel, bij Fulda. Beide motorwagens en tien van de twaalf rijtuigbakken ontspoorden. De trein kwam 1300 meter verderop, in de tunnel, tot stilstand. Van de 130 passagiers raakten er 19 gewond. Vier van hen moesten in een ziekenhuis behandeld worden.

### Andere incidenten
- 22 november 2001 - In ICE-1-motorwagen 401.020 ontstaat tijdens de rit brand. De trein stopt op het station van Offenbach am Main. Niemand raakt gewond. De motorwagen moet als verloren worden beschouwd.
- 1 april 2004 - ICE-3-treinstel 321 komt in botsing met een tractor die op het spoor is gevallen bij de ingang van een tunnel bij Istein. De trein ontspoort. Aan boord van de trein raken twee personen lichtgewond.
- 1 maart 2008 - ICE-T-treinstel 1192 raakt bij Brühl een boom die als gevolg van de storm Emma op het spoor is gevallen. De machinist raakt ernstig gewond.
- 9 juli 2008 - ICE-3-treinstel 310 ontspoort kort na het vertrek uit Keulen. De oorzaak is een gebroken as. Niemand raakt gewond.
- 17 augustus 2010 - ICE-3M-treinstel 4681, onderweg van Frankfurt naar Parijs, schampt een vuilniswagen die van een parallel aan het spoor lopende, hoger gelegen weg is geraakt, en op het spoor is terechtgekomen. De twee voorste rijtuigen ontsporen. Tien passagiers raken gewond, waarvan één ernstig.
- 11 januari 2011 - Een ICE-3M-treinstel 4654 schampt een goederentrein bij Zevenaar. De oorzaak was koperdiefstal langs het spoor, waardoor de spoorbeveiliging uitviel. Er vielen geen gewonden.